# Lendava
Lendava este un oraș din comuna Lendava, Slovenia, cu o populație de 3.395 de locuitori.

## Istoric
Începând cu secolul al XIV-lea a fost construită în localitate o reședință nobiliară a familiei Bánffy. Acestei ramuri a familiei Bánffy i se datorează construcția mănăstirii premonstratense din Rajk în sec. al XIV-lea, precum și a Catedralei Catolice din Baia în secolul al XV-lea.

## Personalități născute aici
- György Zala (1858 - 1937), sculptor maghiar.